# 長野県松本平広域公園総合球技場
長野県松本平広域公園総合球技場（ながのけんまつもとだいらこういきこうえんそうごうきゅうぎじょう）は、長野県松本市の長野県松本平広域公園（信州スカイパーク）内にあるサッカー、ラグビーなどの球技専用スタジアム。施設は長野県が所有し、TOY BOX（松本土建株式会社、株式会社アイネット、株式会社コンフォール、ルピナ中部工業株式会社共同事業体）が指定管理者として運営管理を行っている。
愛称は日本アルプスにちなんだアルプス（alps）と、英語で風を意味するウインド（wind）を組み合わせた造語のアルウィン（Alwin）。
2018年に住宅会社の株式会社サンプロが命名権を取得し、同年10月1日から「サンプロ アルウィン」（英: SUNPRO ALWIN、略称：サンアル）の呼称を用いている（後述）。

## 概要
約13億円の土地収用費用、約100億円の建設費を投じて建設し、2001年5月に供用が開始された。なお、費用の内訳は国庫補助金が約22億円、長野県の負担金が約51億円で、施設が所在する松本市の負担金はゼロであった。また、年間の維持管理費は約8,000万円（2001年時点）である。
2006年3月までは財団法人長野県公園公社が管理運営を行なっていたが、2005年度に同財団が解散・廃止された。2006年4月からは指定管理者制度の適用により、TOY BOX（当初は松本土建、コンフォール、アイネットの3社、2010年4月1日より左記3社とルピナ中部工業による共同事業体）が管理運営を行っている。
信州スカイパークは県営松本空港の近接地にあり、周辺の建造物には高さ制限が課されている。特に滑走路の北側終端部に近く、上空は航空機が進入するための経路となっていることからスタンドは掘込式となっており、フィールドレベルは周囲より約10m低くなっている。

## 施設概要
- 収容人員：20,000人（観客席は16,000席・4,000席）。メインスタンドのみ屋根が架かる。ただし、JリーグからはクラブライセンスのB等級（客席の3分の1以上を覆うこと）を満たしていないため、松本山雅FCに対して、Jリーグからの制裁・是正勧告（書面での改善案提出）を求められている。
- スコアボード：大型映像装置1基（メインスタンド右手・2017年老朽化に伴い大型化改修）
- 照明設備：最大照度1500ルクス
  - 2024年度に発光ダイオード（LED）対応のものに置換された。これまでの照明の老朽化に伴うもので、試合中の点灯はもちろん、試合開始前・終了時などに行う点滅や白色以外のカラー照明の演出もできるように改善された[3]。
- 電光掲示板の裏側には時計とカリヨンが設置されており、日中は時報に合わせてカリヨンからメロディが流れる。また裏側の下部はコンコースになっており、2002 FIFAワールドカップで当球技場をキャンプ地としたパラグアイ代表選手・監督のサインと松本市民のメッセージが書かれたタイルが設置されている。
- 天然芝については、開場当時から大規模な全面張替工事を行ったことがなく、芝自体が弱り損傷が激しいことから、阿部守一長野県知事は2016年11月の県議会との懇談会で早くても2017年度のオフシーズンをめどに張り替えを検討していると公表[4]。2017年12月より芝の全面入れ替え工事を実施し、2018年4月に竣工した。

## 施設命名権
2018年8月、長野県塩尻市に本社を置く住宅会社の株式会社サンプロが命名権取得に名乗りを上げ、長野県との間に命名権契約を締結した。契約期間は5年間（2018年10月1日から2023年9月30日まで）、命名権料は年間1620万円。契約内容に「名称にアルウィンという語句を用いる」という条項があるため、呼称は「サンプロ アルウィン」（略称「サンアル」）となる。なお、命名権採用後は、基本的に上記の名称を使うことになっているが、クリーンスタジアム規定が適用される国際サッカー連盟及びアジアサッカー連盟主催の国際試合・大会（AFCチャンピオンズリーグなど）では、例外として正式名称を使用する。

## 開催された主なイベント・大会

### サッカー

#### 国内大会
- 松本山雅FCのホームゲーム
- Jリーグ公式戦（ザスパクサツ群馬、ジェフユナイテッド市原・千葉、FC東京、ヴァンフォーレ甲府などがホームゲームを開催）
- 天皇杯 JFA 全日本サッカー選手権大会
- 皇后杯 JFA 全日本女子サッカー選手権大会長野県大会、北信越大会
- 全国高等学校サッカー選手権大会長野県大会
- 長野県サッカー選手権大会 （天皇杯長野県予選）
- 北信越フットボールリーグ公式戦
- 大原学園JaSRA女子サッカークラブ（現：AC長野パルセイロ・レディース）のホームゲーム（-2009年）
- なでしこリーグ公式戦（INAC神戸レオネッサがホームゲームを開催）
- 第33回全国地域サッカーリーグ決勝大会決勝ラウンド

#### 国際大会

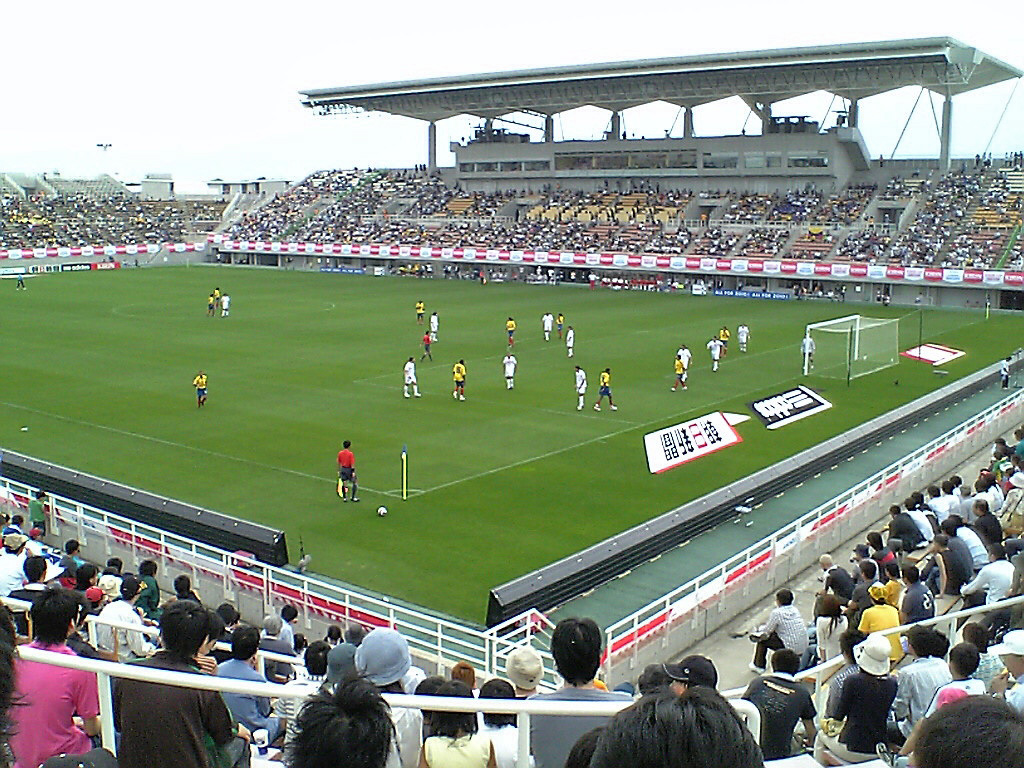
キリンカップサッカー2007

- 2007年6月3日 - キリンカップサッカー2007・モンテネグロ代表×コロンビア代表
- 2010年5月8日 - 国際親善試合・日本女子代表×メキシコ女子代表が対戦（初の日本女子代表の公式戦。観客数2,878人）
- 2011年6月4日 - キリンカップサッカー2011・ペルー代表×チェコ代表
- 2016年6月29日 - キリンチャレンジカップ2016・U-23サッカー日本代表×U-23サッカー南アフリカ代表

#### その他
- 2002年 - 2002 FIFAワールドカップのパラグアイ代表が練習拠点として使用[7]

### ラグビー
- ジャパンラグビートップリーグ公式戦

## アクセス

### その他
- なお、松本山雅FCは長野県松本平広域公園総合球技場でホームゲームを開催する際、2022年現在次の場所から無料シャトルバスを運行している。
  - 松本バスターミナル
  - アイシティ21（休止中）
  - 塩尻駅（不定期・なお、2019年はJリーグ公式戦全試合運行[8]）
  - 長野県松本平広域公園内大芝生シャトルバス乗り場（不定期）

## ギャラリー

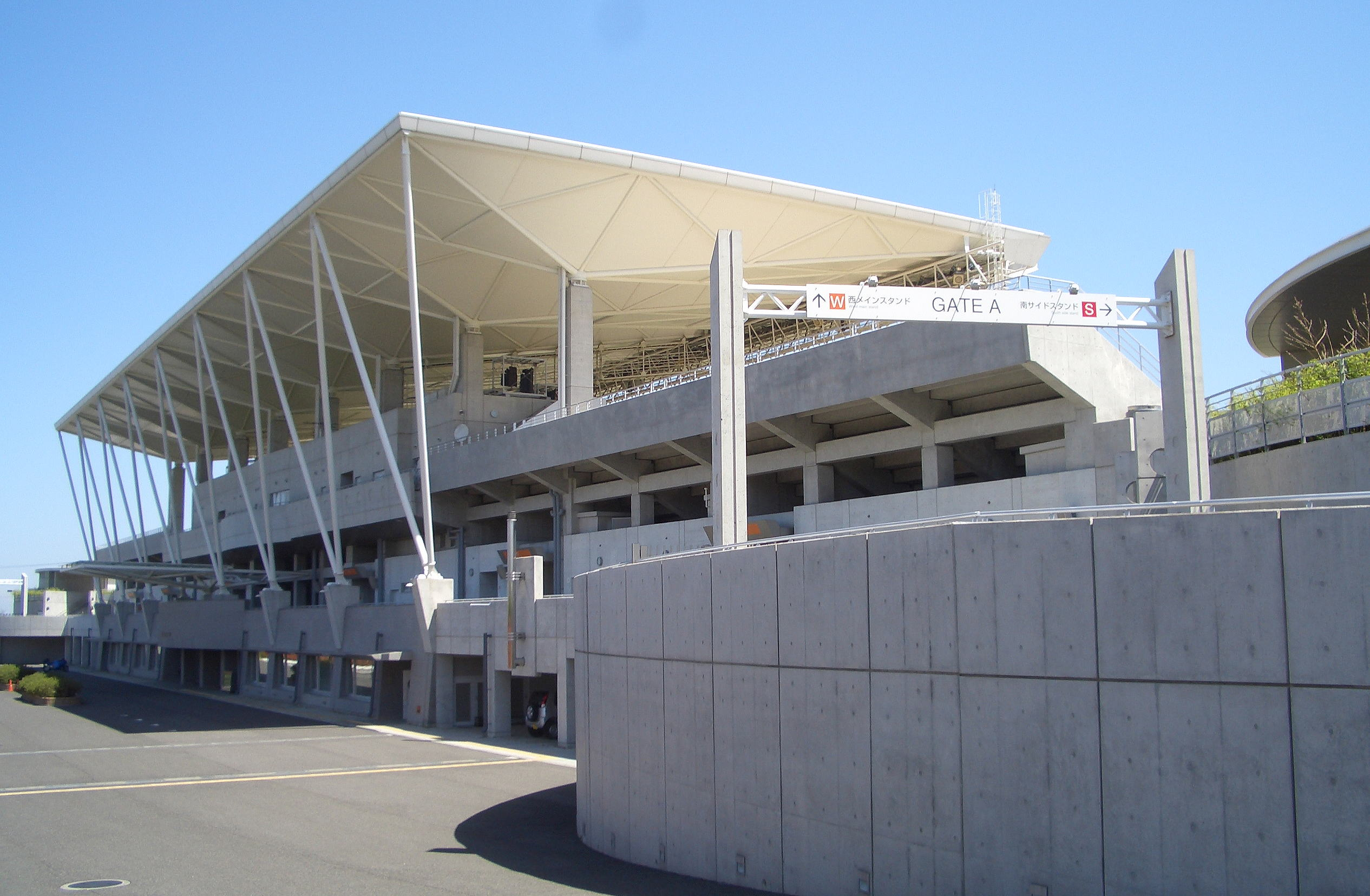
メインスタンド
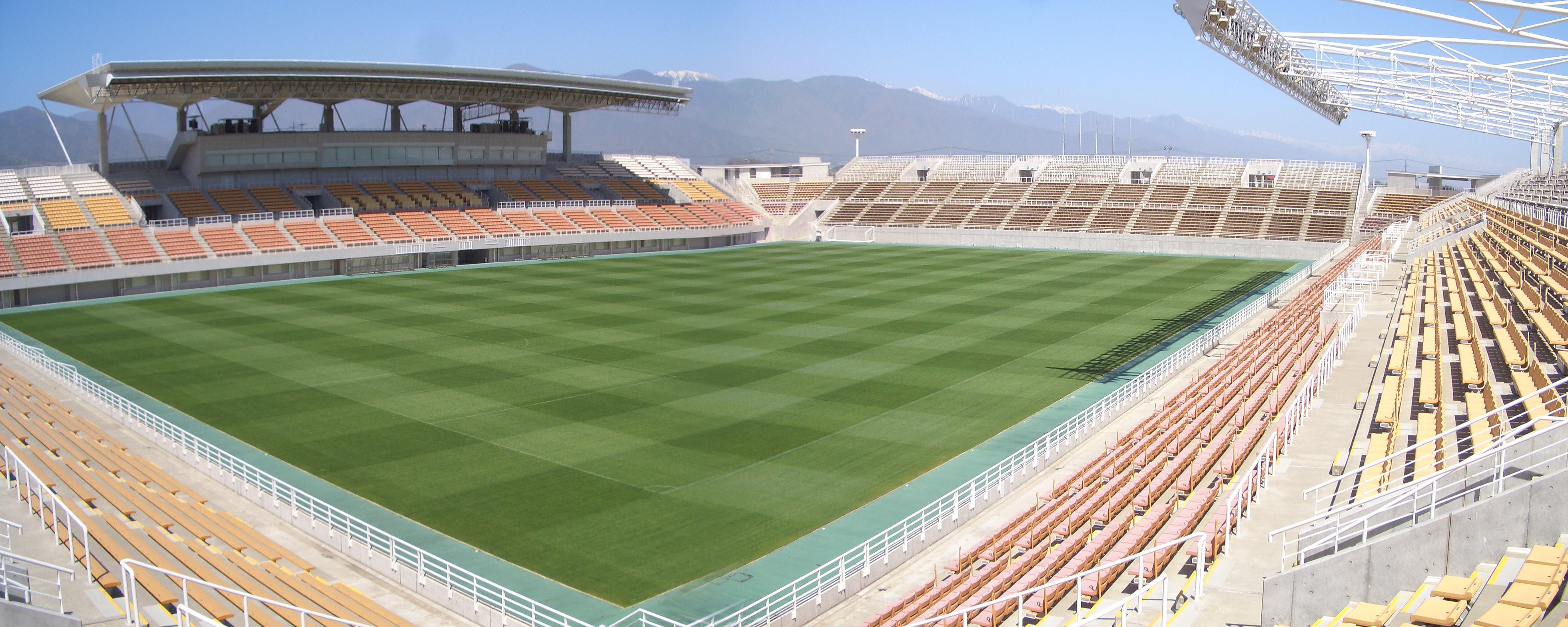
バックホーム側からメインスタンドを見る
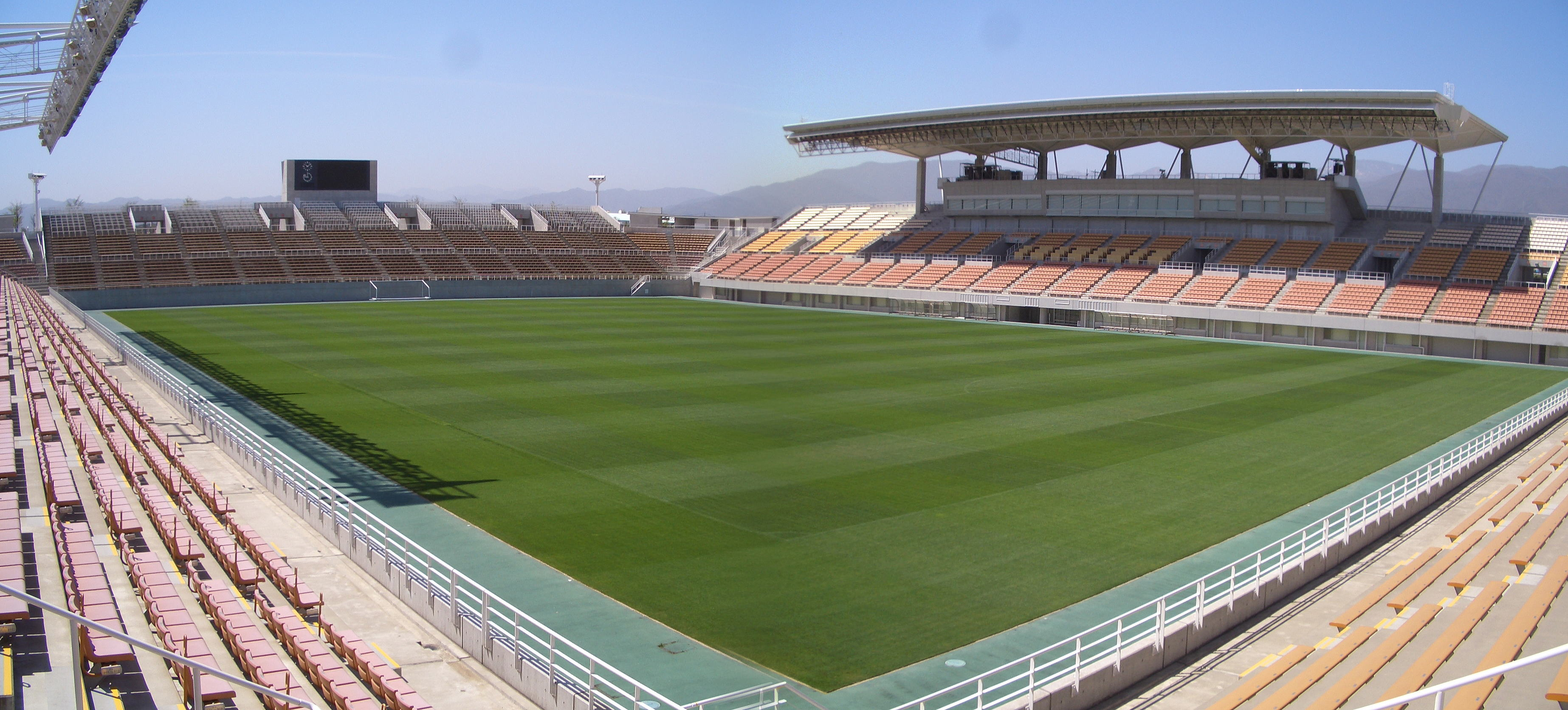
バックアウェー側からメインスタンドを見る
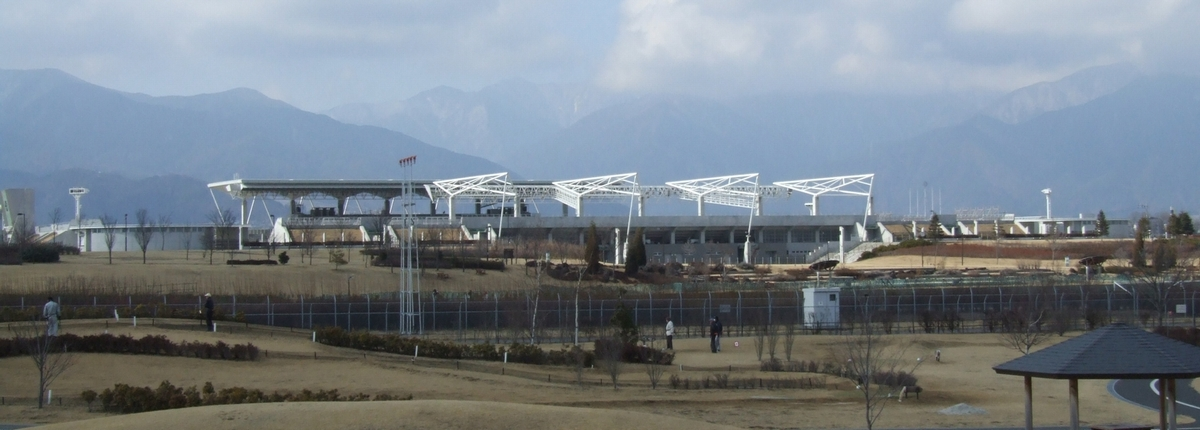
掘込式のスタンド
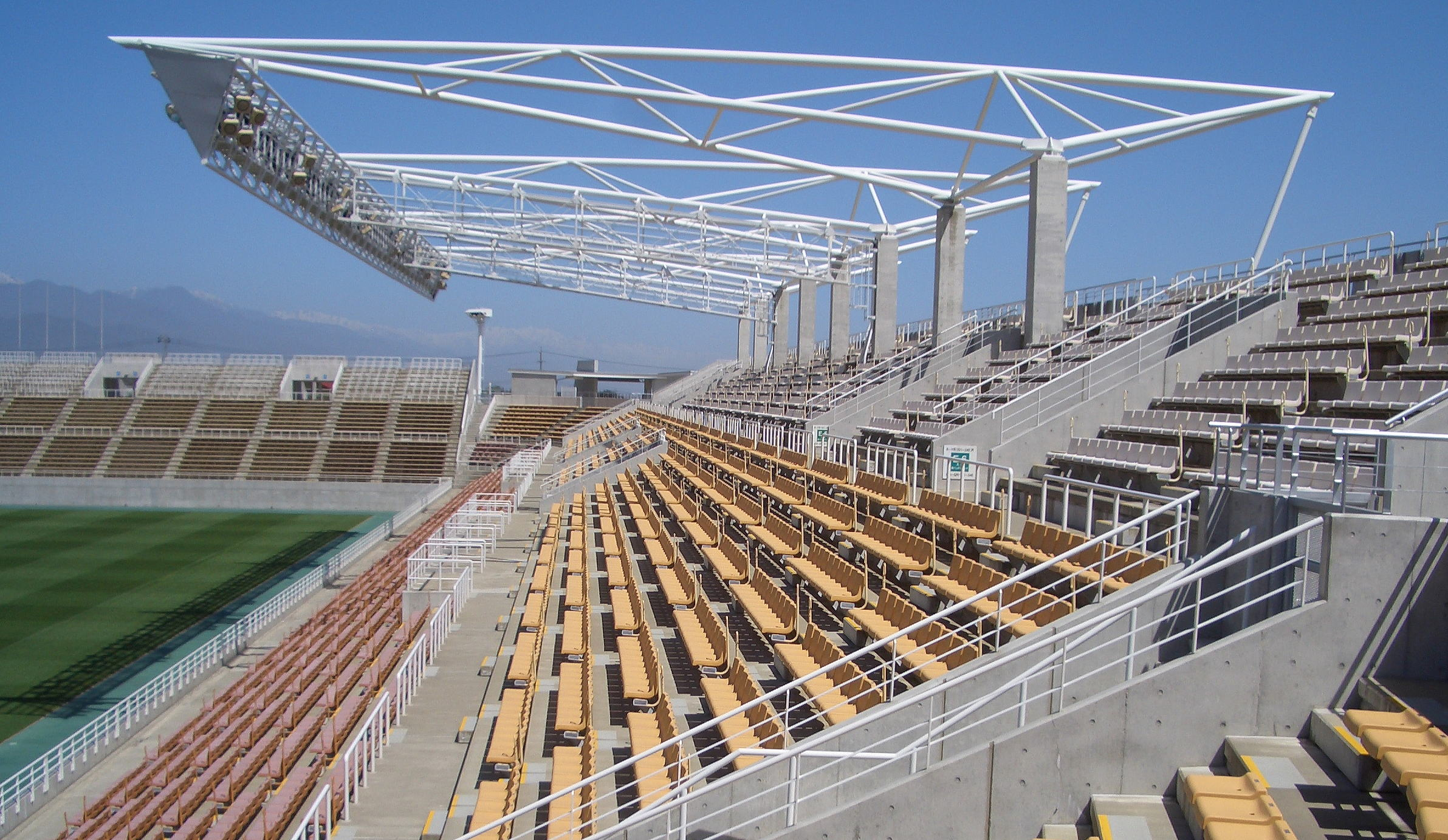
特徴的な照明灯
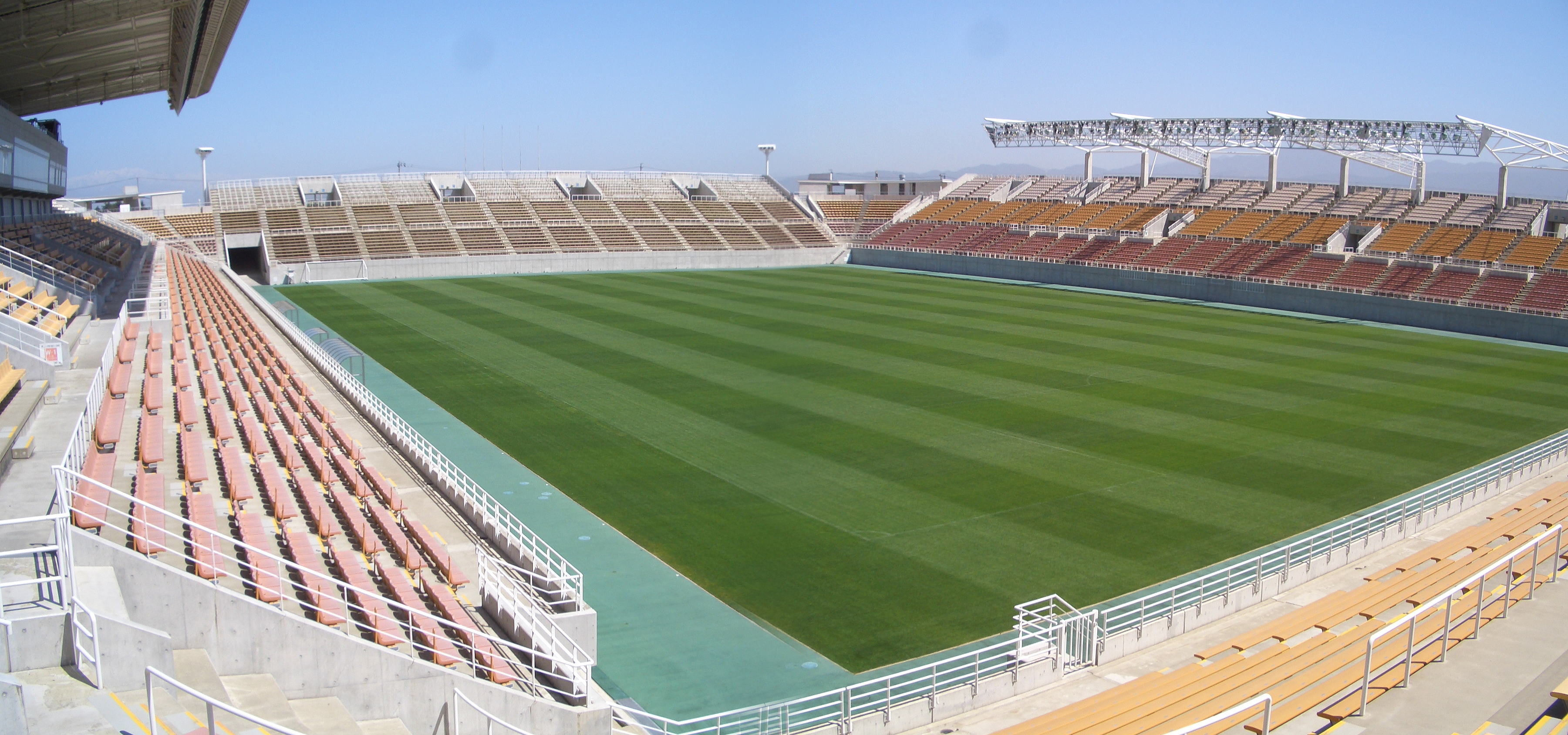
南側のホーム自由席からバックスタンドとアウェー席を見る
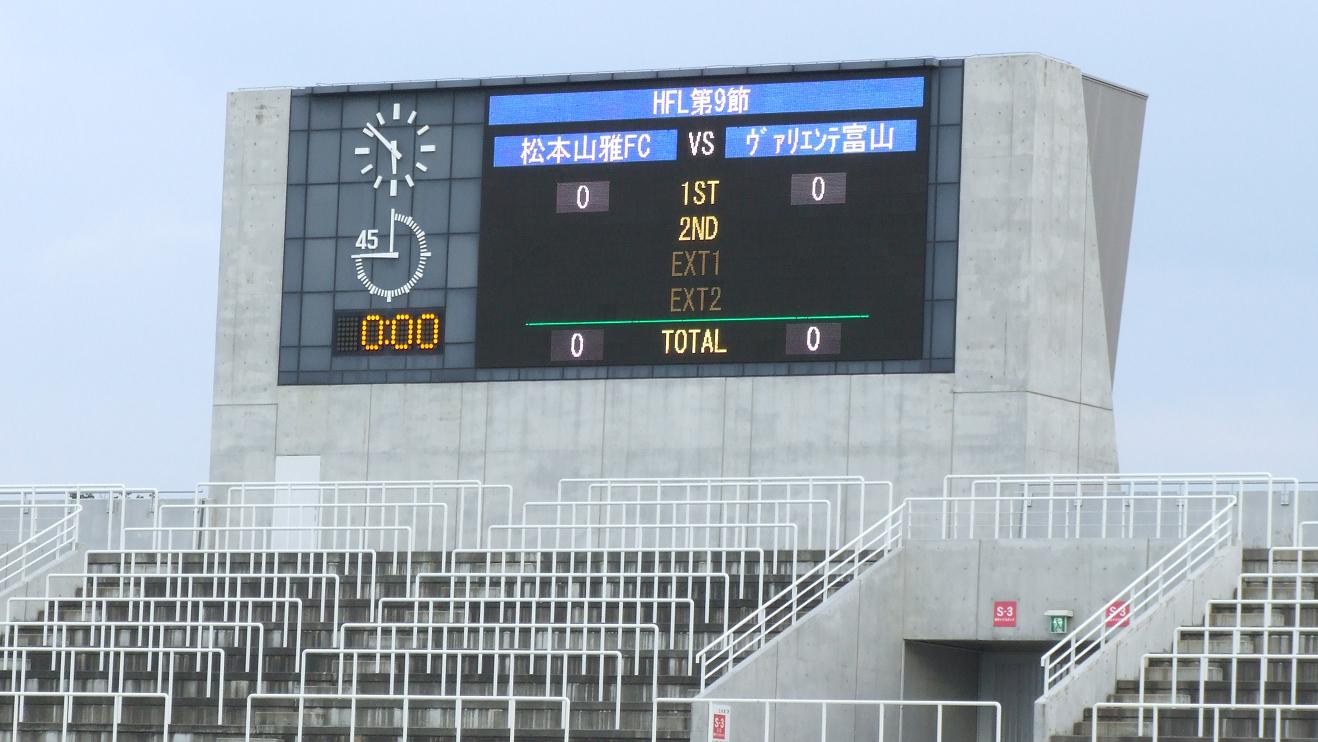
電光掲示板(2001～2016年)
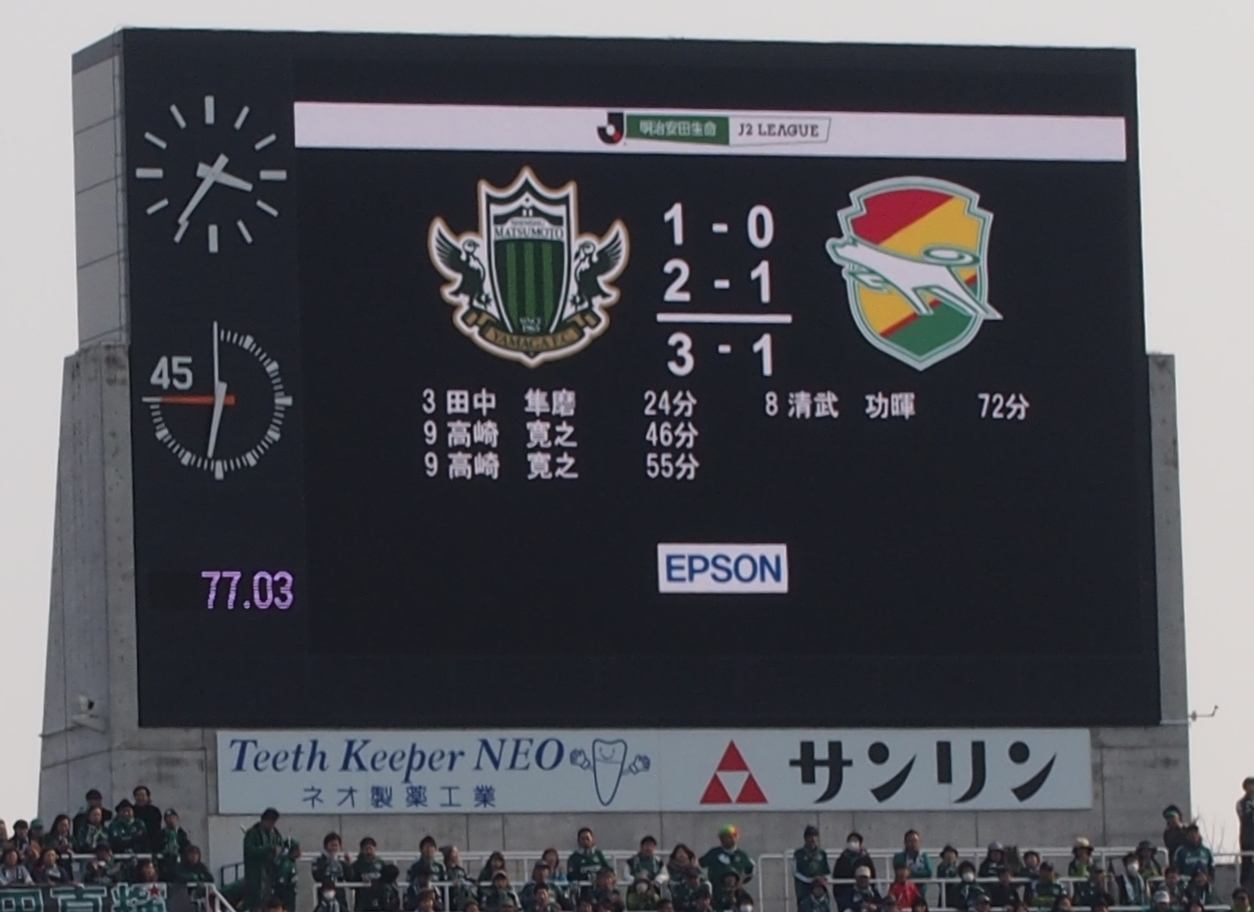
電光掲示板(2017年～)
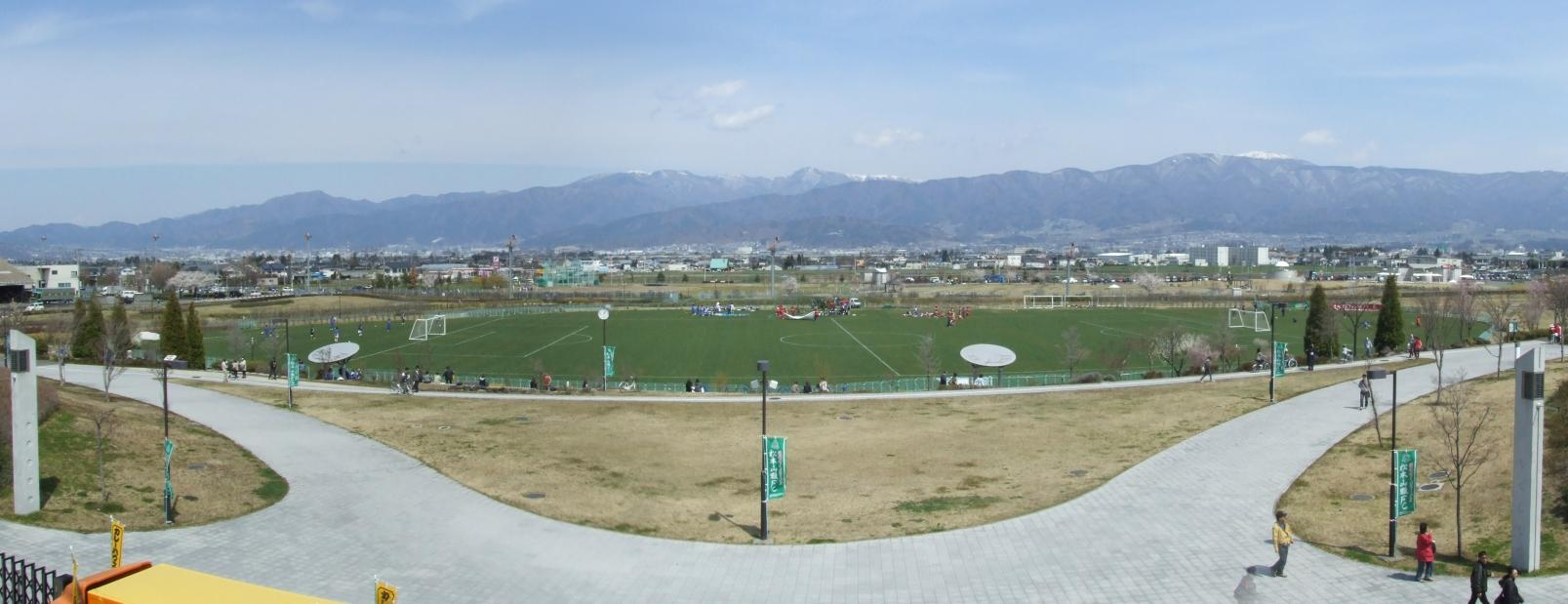
隣接する芝生グラウンド